# Merve Dalbeler
Merve Dalbeler Seniye (Istanbul, 27 giugno 1987) è una pallavolista turca, libero del Türk Hava Yolları.

## Carriera

### Club
La carriera di Merve Dalbeler inizia nella stagione 2004-05, quando viene ingaggiata appena diciassettenne dall'Eczacıbaşı, club col quale debutta nella Voleybol 1. Ligi turca giocando nel ruolo di schiacciatrice ed al quale resta legata per cinque campionati, vincendo tre scudetti ed la Coppa di Turchia 2008-09.
Dopo aver giocato il campionato 2009-10 con lo Yeşilyurt e quello successivo col Galatasaray, nella stagione 2011-12 viene ingaggiata dal Fenerbahçe, club col quale inizia a giocare come libero, vincendo la Champions League 2011-12 e la Coppa CEV 2013-14, due Coppe di Turchia e due scudetti.
Nella stagione 2019-20 si trasferisce al Beşiktaş, ma a metà annata fa ritorno all'Eczacıbaşı, mentre nella stagione seguente passa al Türk Hava Yolları.

### Nazionale
Nell'estate del 2009 viene convocata per la prima volta nella nazionale turca, prendendo parte ad alcuni incontri in tornei minori. In seguito si aggiudica la medaglia d'oro ai I Giochi europei e quella di bronzo al campionato europeo 2017.

## Palmarès

### Club
- Campionato turco: 5

2005-06, 2006-07, 2007-08, 2014-15, 2016-17
- Coppa di Turchia: 3

2008-09, 2014-15, 2016-17
- Champions League: 1

2011-12
- Coppa CEV: 1

2013-14

### Nazionale (competizioni minori)
- Montreux Volley Masters 2015
- Giochi europei 2015
- Montreux Volley Masters 2016

### Premi individuali
- 2014 - Voleybol 1. Ligi: Miglior libero